# اولاد عوف
اولاد عوف (به عربی: أولاد عوف) یک شهرداری در الجزایر است که در استان باتنه واقع شده‌است.